# La notte del giudizio per sempre
La notte del giudizio per sempre (The Forever Purge) è un film del 2021 diretto da Everardo Gout.
Il film, sequel de La notte del giudizio - Election Year (2016), è il quinto capitolo della serie cinematografica creata da James DeMonaco e iniziata nel 2013 con La notte del giudizio.

## Trama
Stati Uniti, 2048. Otto anni dopo l'elezione presidenziale della Roan, il Paese, che ha registrato un'impennata di immigrazione illegale soprattutto dal Messico, elegge di nuovo un rappresentante del partito dei Nuovi Padri Fondatori dell'America (New Founding Fathers of America in originale), NFFA, che ripristina "Lo Sfogo" ("The Purge" in originale), iniziativa annuale di 12 ore indetta per permettere ai cittadini di "purificarsi" dalle frustrazioni, con le regole originali. È così che, mentre la supremazia bianca dà vita alla "Forza di Purificazione dell'Epurazione" ("Purge Purification Force" in originale), PPF, un gruppo di "purificatori" ("Purgers" in originale) che intende uccidere tutti coloro che considerano non americani, i nativi americani si oppongono strenuamente al ripristino di questo barbaro evento.
21 marzo 2049, Austin (Texas), notte. Dieci mesi dopo le elezioni, mentre la coppia di immigrati in fuga da un cartello della droga messicano Juan e Adela, che hanno trovano lavoro rispettivamente come bracciante nel ranch della famiglia Tucker e addetta alla macelleria in un'azienda di carni, si unisce ad altri immigrati in un santuario dotato di sicurezza armata per superare Lo Sfogo, la famiglia Tucker si barrica nel loro ricchissimo ranch.
22 marzo 2049, Austin (Texas), mattina. Mentre Adela, tornata al lavoro, viene attaccata da due "purificatori" che, aiutata dal suo capo Darius, è costretta a uccidere, Juan e T. T., scoprono che i Tucker - Caleb, sua figlia Harper, suo figlio Dylan e la cognata incinta, Cassie - sono stati presi in ostaggio da Kirk e altri braccianti che, identificandosi come "purificatori", intendono prendere possesso del ranch; è così che mentre Caleb si sacrifica per distrarre Kirk e gli altri abbastanza a lungo da permettere a Juan e T. T. di ucciderli, salvare Dylan, Cassie e Harper e poi andare tutti insieme a cercare Adela che è stata arrestata per omicidio con Darius. Capito che la PPF ha deciso di continuare a "purificarsi" dopo la fine dello Sfogo, Juan, T. T., Dylan, Cassie e Harper salvano Adela - ma non riescono a salvare Darius - per poi fuggire e, dal notiziario in una stazione di servizio, scoprono sia che i NFFA hanno imposto la legge marziale in tutti gli stati mentre Messico e Canada hanno aperto per 6 ore i loro confini a tutti i cittadini americani disarmati in cerca di asilo da quella che viene definito "Lo Sfogo Eterno" ("The Forever Purge" in originale).
22 marzo 2049, El Paso (Texas), 3 ore alla chiusura delle frontiere. Pochi isolati prima del confine messicano, il mezzo guidato dal gruppo si rompe così devono muoversi a piedi e costretti a dividersi: Adela e Cassie da una parte e gli altri dall’altra. È così che mentre Adela scorta Cassie in un rifugio, Juan, T. T., Dylan e Harper vengono catturati dal PPF e il loro leader, Alpha, offre a Dylan e Harper la salvezza a patto che uccidano T. T. e Juan ma i due si rifiutano così i purificatori uccidono T. T. poco prima che i militari intervengano permettendo agli altri di fuggire. 
Juan, Dylan e Harper si riuniscono ad Adela e Cassie al rifugio ma scoprono che, in seguito al ritiro delle forze armate da El Paso da parte del NFFA, ha spinto il Messico a chiudere immediatamente la frontiera di El Paso. È così che Chiago Harjo, leader di una tribù di nativi americani presso El Paso, si offre di trasportarli tutti oltre il confine aiutandoli a fuggire dal PPF. Poco prima di arrivare a destinazione, però, mentre Cassie ha le doglie e il PPF avanza, Juan, Adela, Dylan, Chiago e altri sopravvissuti restano indietro per affrontare i purificatori e dare tempo agli altri rifugiati di fuggire. Dopo un sanguinoso scontro a fuoco fino all'esaurimento delle munizioni, Alpha riesce a prendere in ostaggio Adela ma Juan e Dylan riescono a liberarle e Juan uccide Alpha. 
23 marzo 2049, Messico. Mentre Juan, Adela e Dylan oltrepassano il confine e si riuniscono ad Harper e Cassie che ha dato alla luce una bambina, i notiziari informano che due milioni di americani hanno attraversato i confini e che gli interi Stati Uniti sono divisi tra chi aderisce al PPF e chi lo combatte.

## Promozione
Il primo trailer del film è stato diffuso il 12 maggio 2021.

## Distribuzione
La pellicola, inizialmente fissata al 10 luglio 2020, è stata distribuita nelle sale cinematografiche statunitensi a partire dal 2 luglio 2021, ed in quelle italiane dall'8 luglio dello stesso anno.